# 科菲县 (佐治亚州)
科菲縣（英語：Coffee County）是美國喬治亞州南部的一個縣。面積1,561平方公里。根據美國2000年人口普查，共有人口37,413人。縣治道格拉斯（Douglas）。
成立於1854年2月9日。縣名紀念1812年戰爭軍官，先後任州議員、眾議員的約翰·E·科菲（John E. Coffee）。